# Лејк Винола (Пенсилванија)
Лејк Винола (енгл. Lake Winola) насељено је место без административног статуса у америчкој савезној држави Пенсилванија.

## Демографија
По попису из 2010. године број становника је 748.
| Група             | 2000.    | 2010.       |
| Белци             | 0 (0,0%) | 722 (96,5%) |
| Афроамериканци    | 0 (0,0%) | 5 (0,7%)    |
| Азијати           | 0 (0,0%) | 1 (0,1%)    |
| Хиспаноамериканци | 0 (0,0%) | 17 (2,3%)   |
| Укупно            | 0        | 748         |